# Vale Covo
Vale Covo ist ein Ort und eine ehemalige Gemeinde (Freguesia) im Westen Portugals. Sie gehört zum Kreis Bombarral im Distrikt Leiria. Die Gemeinde hatte eine Fläche von 11,2 km² und hat 1163 Einwohner (Stand 30. Juni 2011).
Der Ort liegt etwa zwei Kilometer südwestlich der Kreisstadt Bombarral. Zur Freguesia gehören die Ortschaften Vale Covo, Gamelas, Casal do Urmal, Casal das Pêgas, Casal da Cotovia, Casal de Oliveirinha, Casal da Salgueirinha, Casal da Lagoa und Vale Pato.
Der Ort wird geprägt von Obst- und Weinbau sowie Viehzucht. Patrozinium des Ortes ist das heilige Herz Jesu. Das Patronatsfest wird jährlich am 12. Juli gefeiert. Gleichzeitig findet ein kleiner Markt statt.
Am 29. September 2013 wurden die Gemeinden Vale Covo und Bombarral zur neuen Gemeinde União das Freguesias do Bombarral e Vale Covo zusammengeschlossen.

## Bauwerke
Das Ortsbild wird bestimmt von der Pfarrkirche. In ihr eine Darstellung des Letzten Abendmahls.